# Pfarrhaus (Großeibstadt)

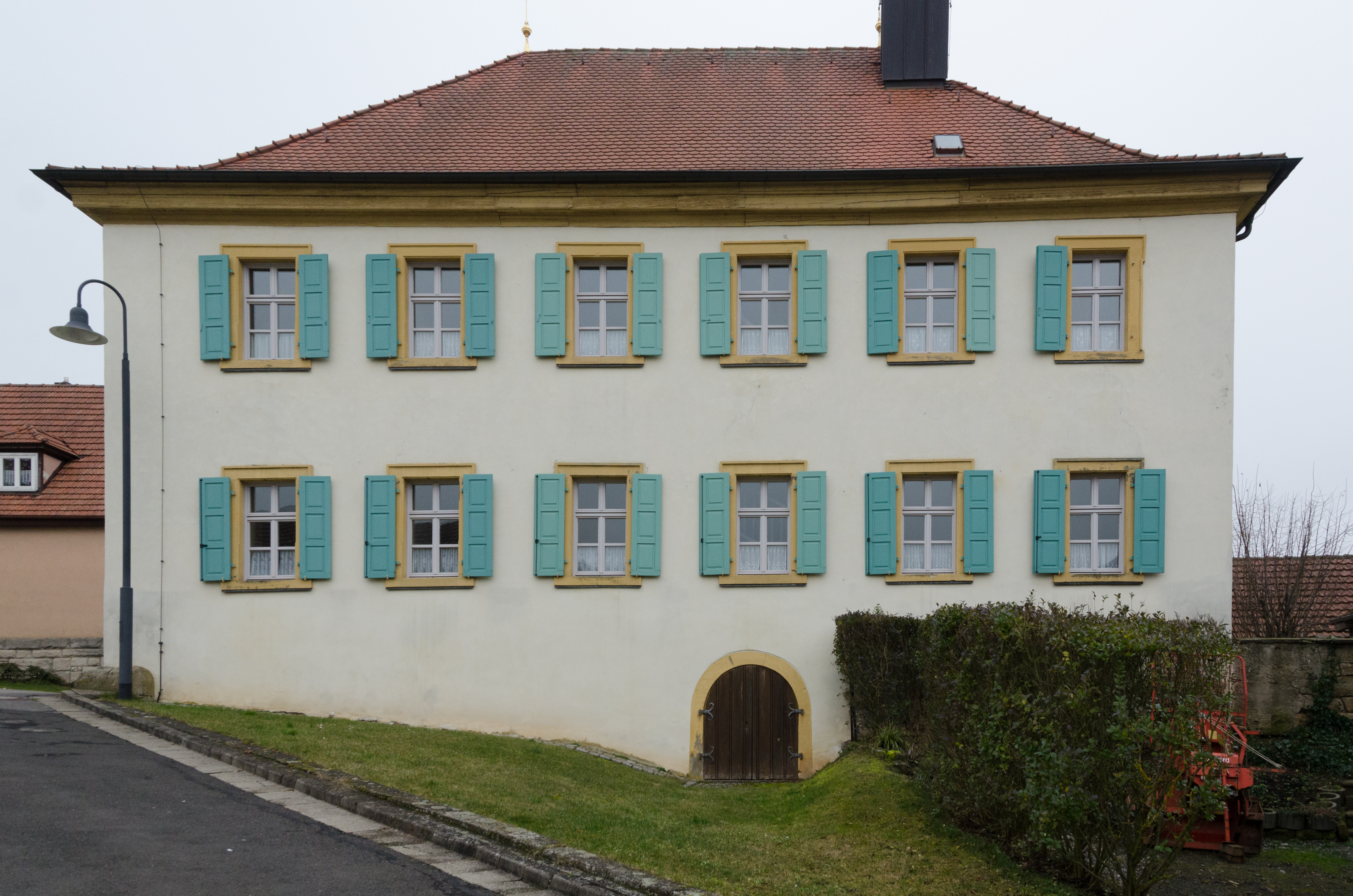
Das Pfarrhaus in Großeibstadt

Das Pfarrhaus in Großeibstadt, einer Gemeinde im unterfränkischen Landkreis Rhön-Grabfeld, wurde im 18. Jahrhundert errichtet. Es wird als Pfarramt genutzt. Das Haus mit der Adresse Kirchplatz 5 ist ein geschütztes Baudenkmal.
Das zweigeschossige Gebäude mit Walmdach ist massiv gemauert. Es hat drei zu sechs Fensterachsen. Zum Kirchplatz hin ist eine Mauer mit Nebengebäude und rundem Torbogen vorhanden.